# 麥卡恩角
83°22′S 169°38′E / 83.367°S 169.633°E
麥卡恩角是南極洲的海岬，位於沙克爾頓海岸，處於比弗冰川注入羅斯冰架的終點東面，該海岬現時由南極條約體系管理。